# 광대나물
광대나물(학명: Lamium amplexicaule, 문화어: 작은잎광대수염)은 꿀풀과에 속한 두해살이풀이다. 유라시아 원산인 구귀화식물이며, 한대 지역에서 온대 지역까지 세계적으로 널리 분포한다. 한국에서는 전국 각지의 햇빛이 잘 드는 비옥한 땅에서 자란다.

## 특징
높이는 10-30cm이고, 원줄기는 가늘고 네모지며 밑에서 가지가 많이 생긴다. 잎은 마주나는데, 아래쪽 잎은 잎자루가 길고 둥글고, 반면 위쪽 잎은 잎자루가 없고 톱니가 있는 반원형이며 양쪽에서 원줄기를 완전히 둘러싼다.
꽃은 4-5월에 붉은빛이 도는 자주색으로 피며 잎겨드랑이에서 여러 송이가 돌려나듯 모여 나온다. 꽃부리는 윗입술이 앞으로 약간 굽고, 아랫입술이 3개로 갈라진다. 수술은 2개는 길고 2개는 짧은 두긴수술이다.
광대나물의 씨는 싹이 잘 트고 오래 생존하며 바람, 비, 동물을 통해 퍼져나간다.

## 쓰임새
어린순은 나물로 먹으며 민간에서 지혈제로 이용한다.

## 사진

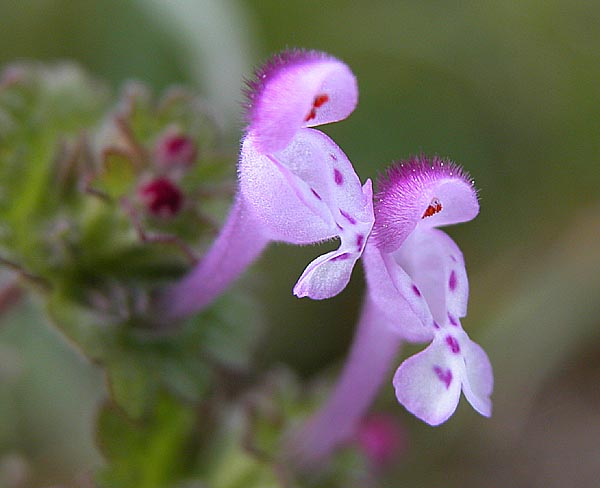
꽃
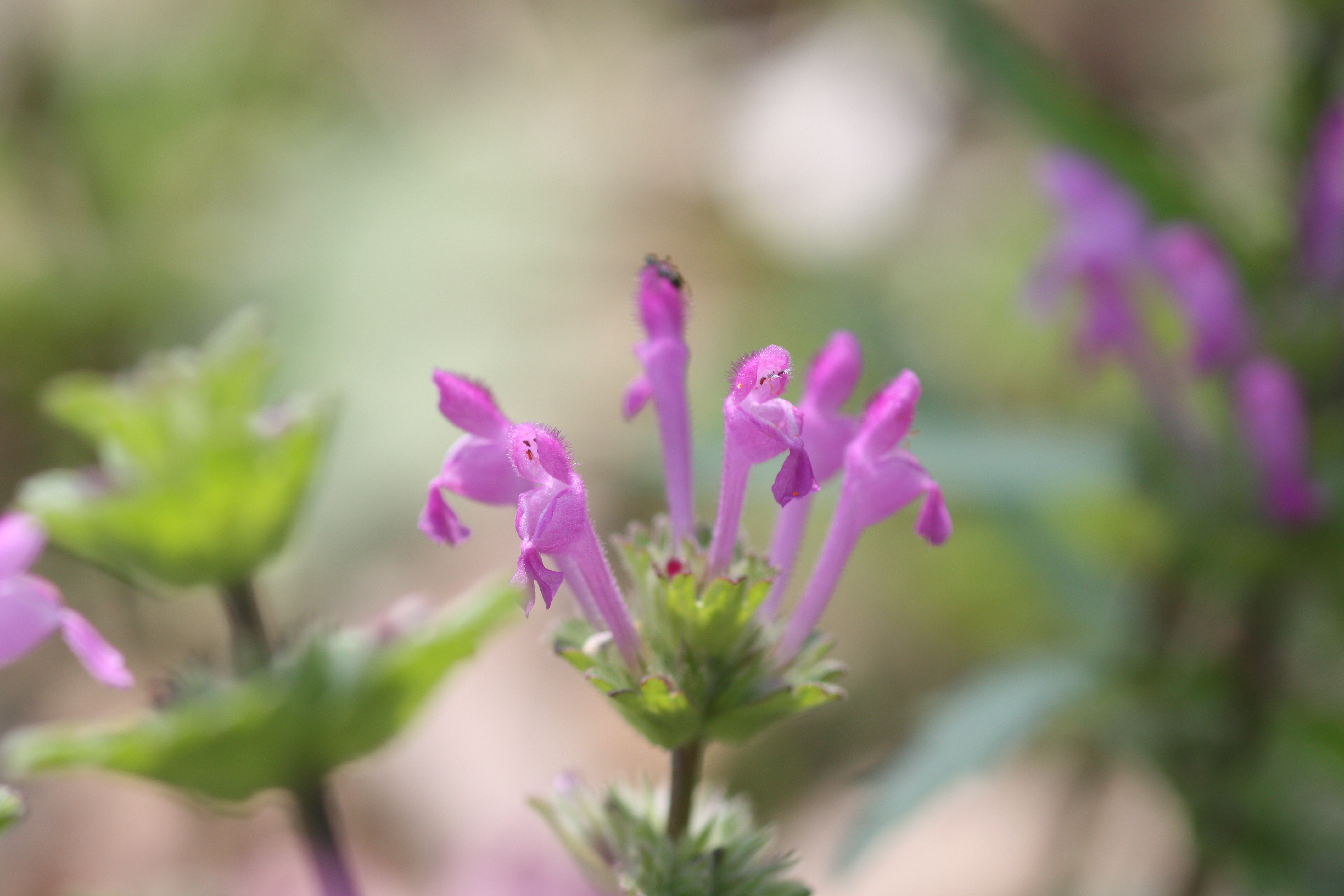
꽃차례
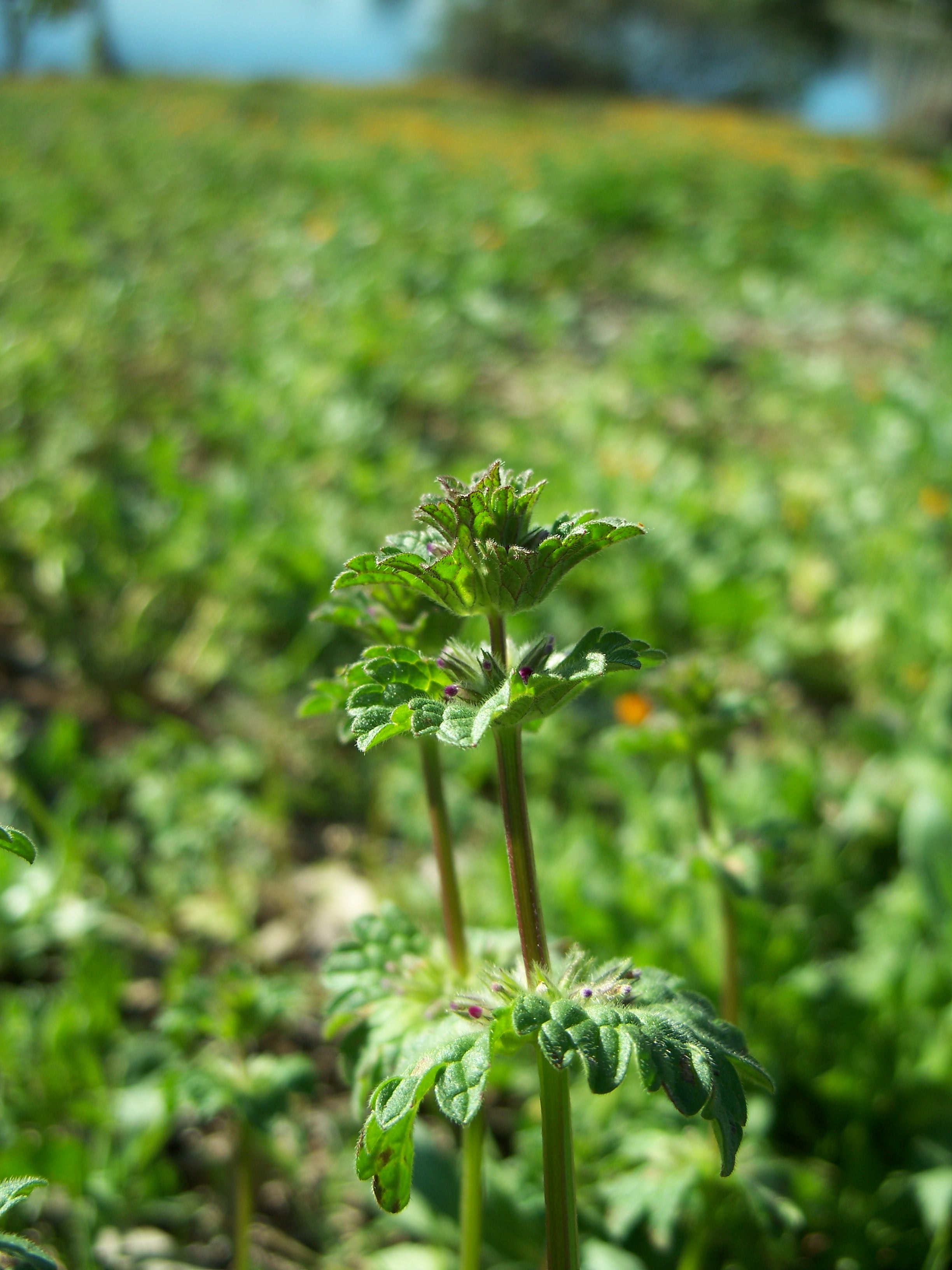
잎줄기
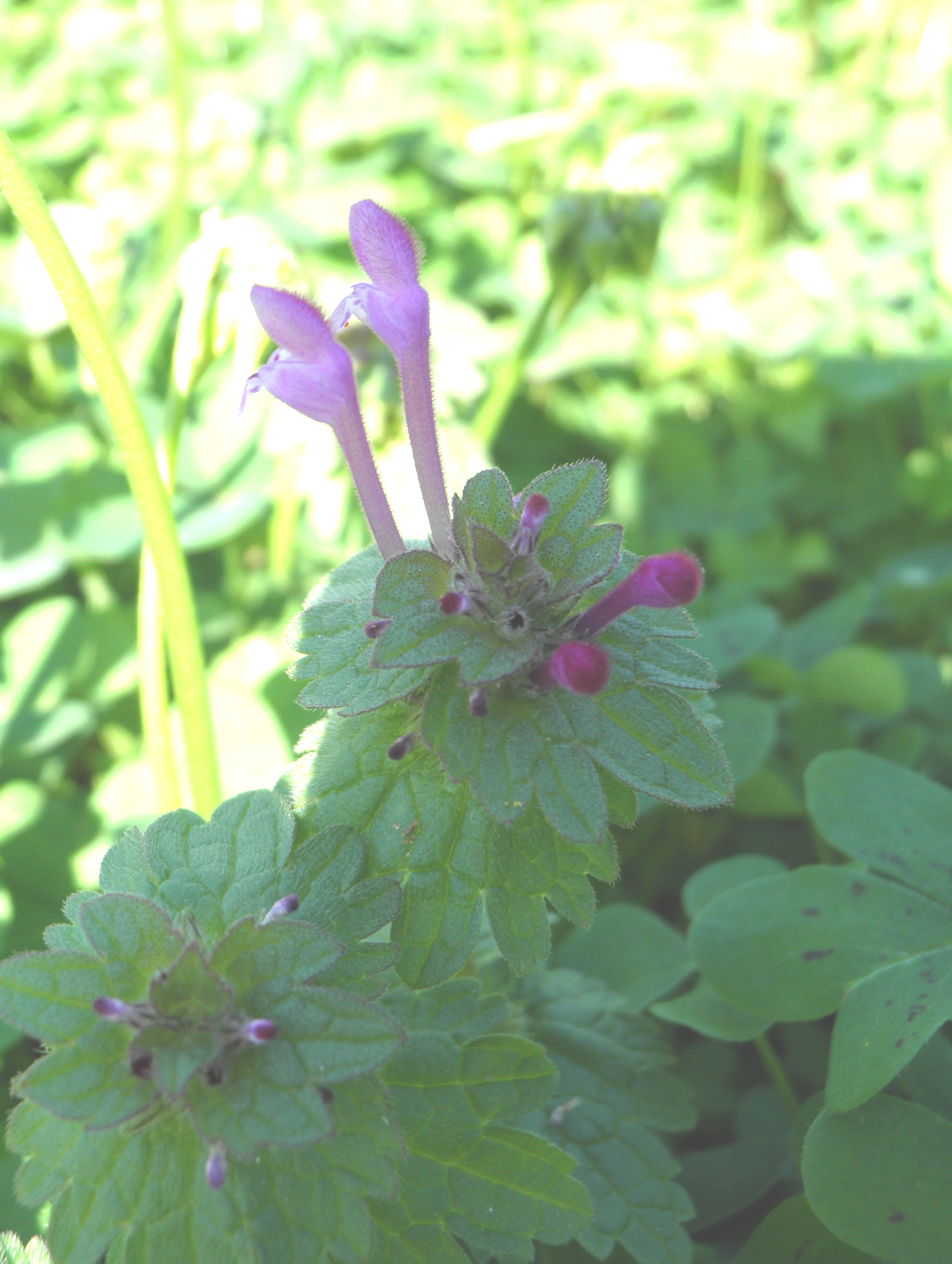
꽃 피기 전 무리
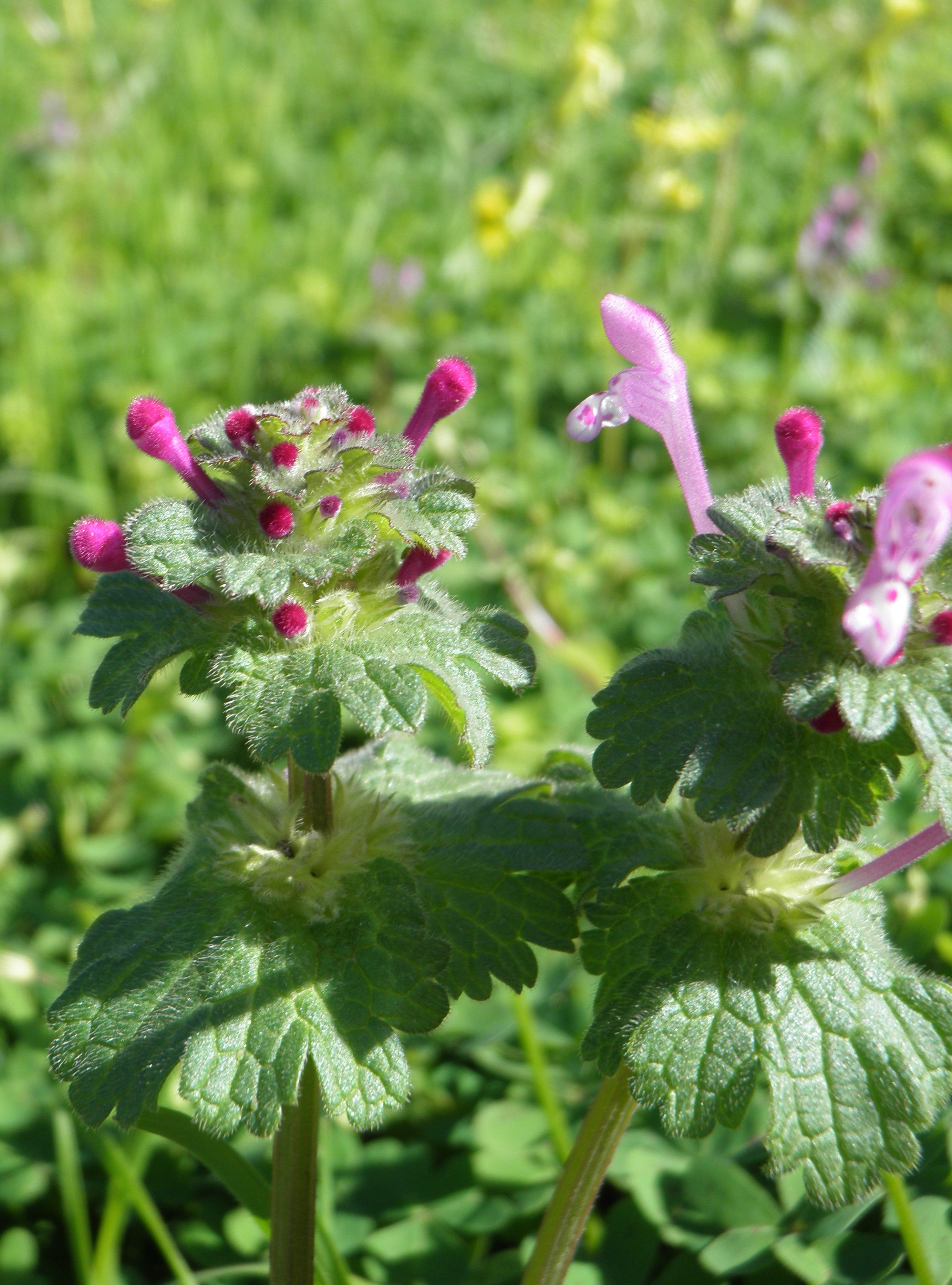
인천 원인재 근처에서 꽃 핀 광대나물 (2009년 4월)
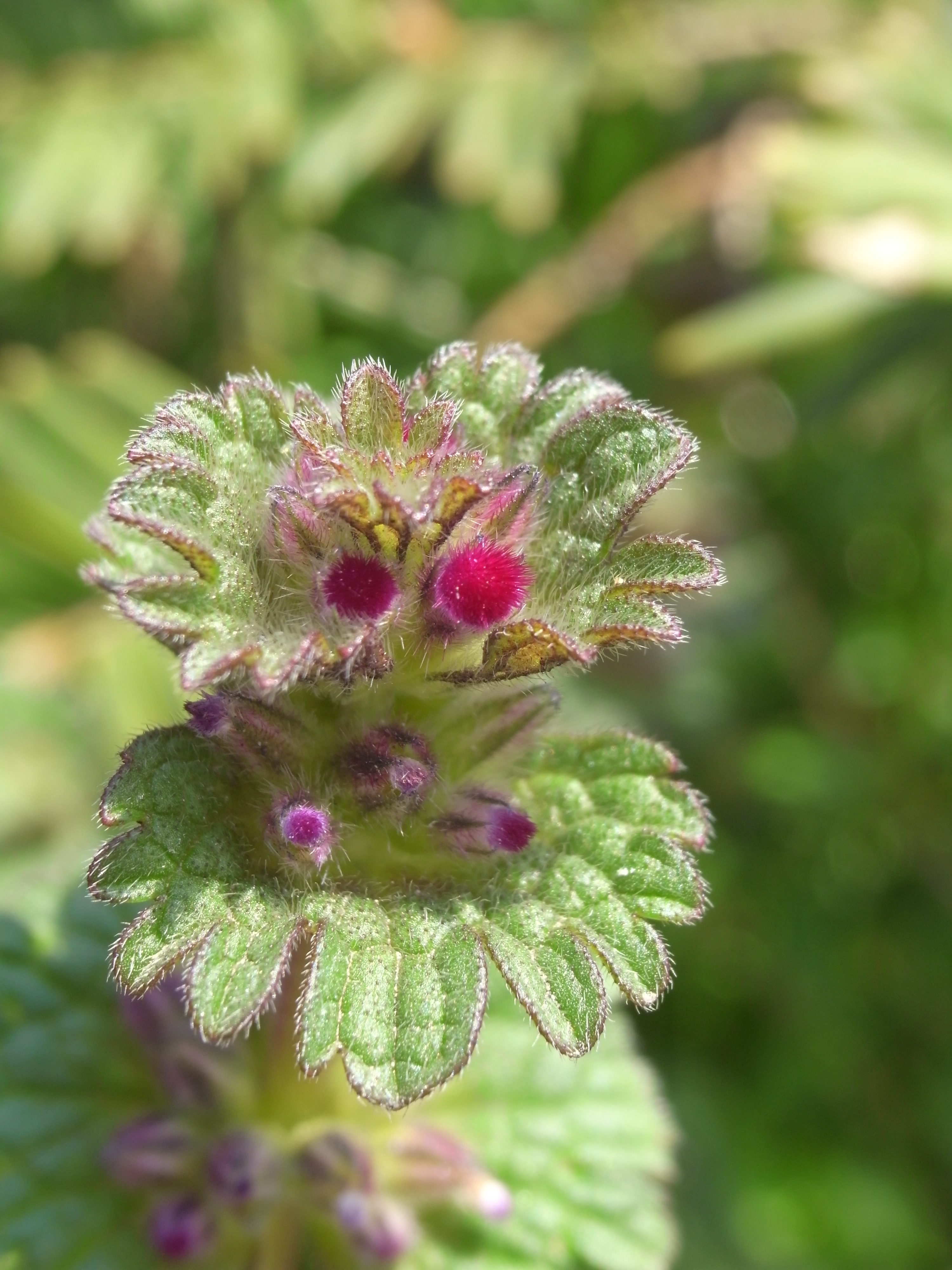
꽃망울